# Sungpu-morden

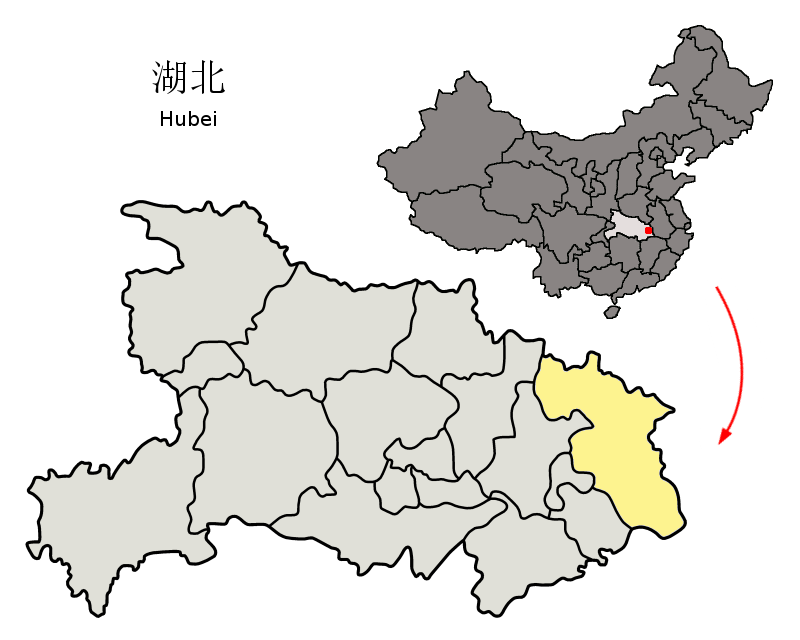
Huanggang-prefekturen, där Songbu är beläget, och dess läge i Kina.

Sungpu-morden var ett mord på två svenska missionärer från Missionsförbundet, Anders Daniel Johansson och Otto Wikholm, som inträffade den 1 juli 1893 i den lilla marknadsstaden Songbu, Macheng härad i Hubei-provinsen. Wikholm kom till Kina 1890 som en av de första fyra missionärerna som SMF sände ut till Kina. Efter en undersökningsresa utförd av missionärerna Frans Edvard Lund och Karl Viktor Engdahl bestämdes att områdena Macheng och Songbu var särskilt lämpliga för den svenska Kinamissionen. Otto Fredrik Wikholm, liksom Anders Daniel Johansson, stationerades därefter i Songbu, ett område där det vid tiden 1892-1893 rådde en hel del oroligheter. Den 1 juli 1893 samlades en folkmassa utanför huset där svenskarna bodde och begärde att dessa skulle komma ut. Otto Fredrik Wikholm och Anders Daniel Johansson misshandlades och mördades i samband med detta tillfälle. 
Morden fick stor uppmärksamhet både i Kina och i Sverige och ledde till långa förhandlingar mellan den svensk-norske generalkonsuln Carl Bock och generalguvernören i Huguang, Zhang Zhidong. Efter utdragna förhandlingar avrättades till slut två personer som var misstänkta för morden.